# 스포츠

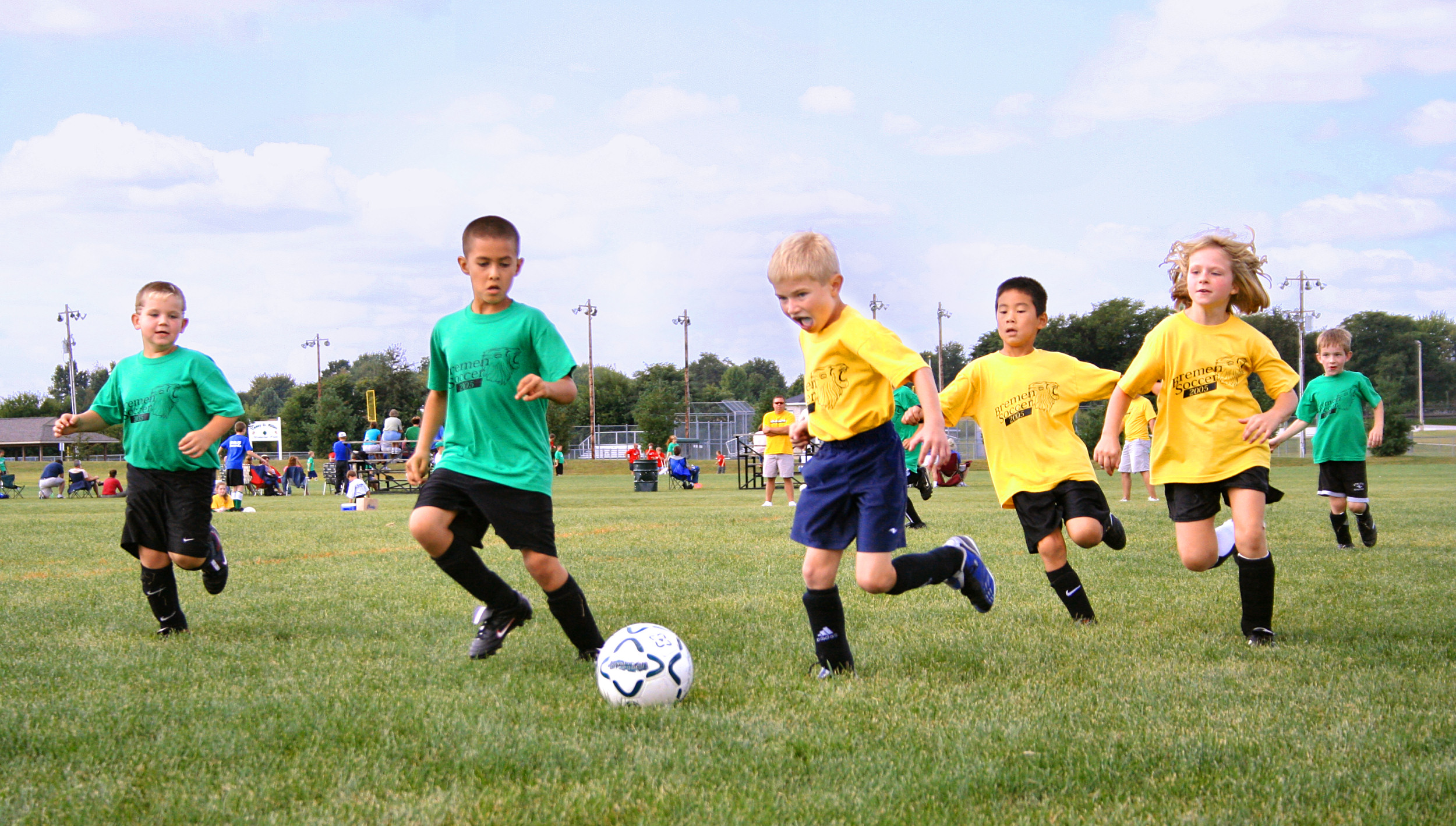
어린 시절의 스포츠. 위에 표시된 축구는 신체 단련과 사회적 상호작용 기술을 양성할 수 있는 기회를 제공하는 팀 스포츠다.

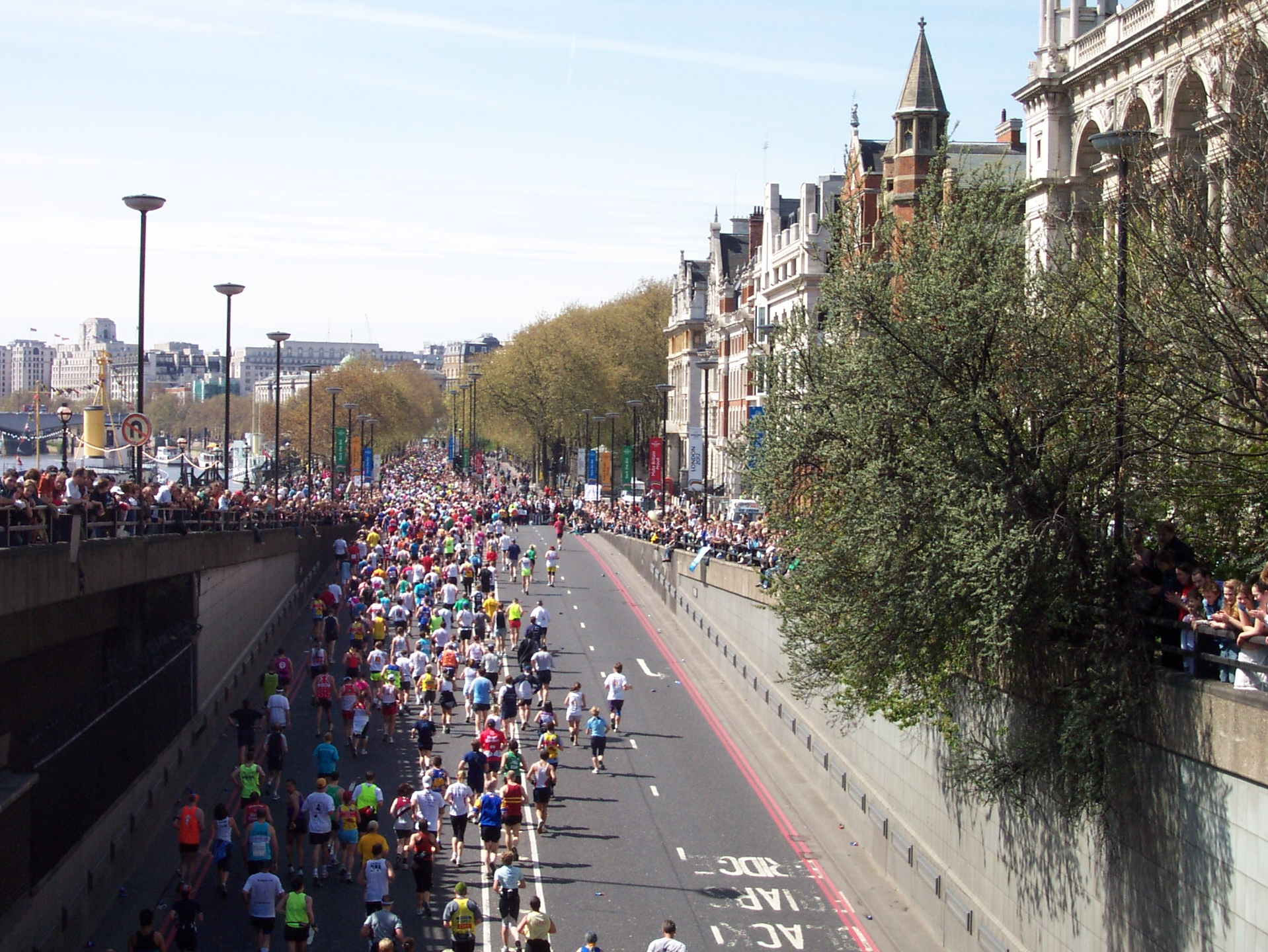
2005년 런던 마라톤 대회는 다양한 분야에서 가장 오래되고 전통적인 형태의 스포츠를 대표한다.

스포츠(영어: sports)는 일정한 규칙에 따라 개인이나 단체끼리 속력, 지구력, 기능 따위를 겨루는 활동이다. 신체 활동을 비롯하여 도구 혹은 동물의 힘을 빌려 하는 여러 운동과 게임이 포함된다.
스포츠는 영어에서 온 외래어로 본래 여가를 뜻하는 옛 프랑스어 desport에서 유래한 단어이다. 대한민국에서는 운동경기(運動競技)라고 불리기도 한다.
스포츠는 운동에 참여하는 사람의 수와 형태에 따라서 한 사람 한 사람이 하는 개인 운동과 여러 사람이 참여하는 단체 운동으로 나뉜다. 여기에서 스포츠는 개인의 건강을 유지하는 데 도움을 줄 뿐만 아니라, 단체 운동의 경우에는 경쟁심을 고취하여 구성원의 협동 정신을 높이는 좋은 효과를 갖고 있다.
스포츠는 또한 뛰어난 운동 선수들의 경쟁과 보다 나은 기록을 추구함으로써 사람이 가진 신체적 능력의 한계에 도전하는 활동이라고도 볼 수 있다. 이와 같은 활동은 스포츠를 몸소 하지 않는 사람들에게도 관심과 흥미를 일깨움으로써 스포츠의 대중화가 이루어지며, 경기라는 형태로 대중 생활의 한 몫을 차지하고 있다.
즉 위는 일반적으로 1900년대까지의 일반적 스포츠를 의미한다. 물론 그 후로 약100년이 지난 지금(2022)의 Sports는 더 나아가서 아주 넓은 의미를 갖기도 한다. 현대사회에서 "esports"가 생긴것처럼 점차 확대 발전되어가는 의미가 될 것이다. 우선 학문으로 보면 스포츠철학 스포츠미디어 스포츠심리학 스포츠사회학 및 성폭력 스포츠역사 스포츠의학 스포츠생화학 스포츠운동역학 및 재활 스포츠스포츠운동처방 스포츠생리학 스포츠경제 및 경영학 스포츠행정학 스포츠법학 스포츠댄스 및 율동 스포츠정책학 스포츠정치학 스포츠외교학 스포츠건축학 생활(여가)스포츠 레져스포츠 엘리트스포츠 트래이닝론 스포츠교수법 스포츠교육과정 스포츠통계 학교스포츠 야외스포츠와 환경연구 등이 있다.

## 종목 분류
스포츠는 여러 형태로 분류할 수 있다. 스포츠 종목에는 육상, 체조, 수상 스포츠, 빙상, 구기, 투기 등이 있다. 이러한 스포츠 각각의 특성과 기본적 이론을 참조하면 올바른 스포츠를 즐길 수 있다.

### 육상
육상 경기 종목은 각각 달리기, 뜀뛰기, 던지기의 특성을 가지고 있으며, 일반적으로 모든 운동과 스포츠의 기본이 된다. 또한, 대표적인 기록 경기 가운데 하나로 기록 단축에 의한 인간 능력의 한계 도전이 관심이다.

#### 트랙경기
트랙 경기는 달리기 경기를 의미하며, 단거리달리기, 중ㆍ장거리달리기, 장애물달리기, 이어달리기가 포함된다.
단거리달리기는 100m, 200m, 400m 종목이 있으며, 지정된 자신의 코스에서만 달려야 한다. 또한, 단거리 종목에 적합한 체격 조건과 함께 스피드를 위한 다리의 강한 근력과 순발력이 필요하다.
중ㆍ장거리달리기는 800m, 1,500m, 5,000m, 10,000m 종목이 있으며, 중거리달리기는 단거리의 스피드 능력과 함께 장거리를 달릴 수 있는 지구력이 동시에 필요하고, 장거리달리기는 강한 심폐 지구력과 근 지구력이 필요하며, 장거리 경기일 수록 페이스 조절이 중요하다.
장애물달리기는 크게 허들 경기[100m 허들(여), 110m 허들(남), 400m 허들]와 장애물 경기(3,000m 장애물)로 구분할 수 있는데, 3,000m 장애물 경기를 제외한 나머지 경기는 각 코스에 설치된 10개의 허들을 넘어야 하고, 3,000m 장애물 경기는 총 28개의 장애물과 7개의 물웅덩이를 뛰어넘어야 한다.
이어달리기는 육상 경기 중 유일한 단체 종목으로, 올림픽 경기에서는 400m(4×100m)와 1,600m(4×400m) 종목이 실시된다.

#### 필드(Field) 경기
필드 경기는 트랙 이외의 곳에서 실시되는 경기를 의미하며, 크게 뜀뛰기 경기와 던지기 경기로 구분된다.
- 뜀뛰기 경기

뜀뛰기 경기에는 높이뛰기, 장대높이뛰기, 멀리뛰기, 세단뛰기 경기가 있다.
높이뛰기는 도움닫기에서 발생한 수평 방향의 속도를 수직 속도로 전환하여 크로스바를 넘는 경기고, 도움닫기 → 발구르기 → 공중 동작 → 착지의 4단계로 구분된다. 높이뛰기 기술로는 가위뛰기와 배면뛰기(포스베리 플롭)가 있으며, 키가 크고 몸의 중심이 높은 선수일수록 배면뛰기가 유리하다.
장대높이뛰기는 장대를 사용하여 바를 넘는 경기로, 육상 경기 중에서 가장 복잡한 운동 구조(장대 운반 → 도움닫기 → 장대꽂기와 발구르기 → 끌어올리기와 다리감기 → 비틀어 올리기 → 바넘기 및 착지)를 가지고 있기 때문에 스피드, 순발력, 근력, 균형성, 유연성 등의 종합적인 능력이 필요하다.
멀리뛰기는 도움닫기 속도를 이용하여 보다 멀리 뛰는 것을 목적으로 하며, 도움닫기 → 발구르기 → 공중동작 → 착지의 4단계로 이루어진다. 공중동작의 자세에 따라 가위뛰기와 젖혀뛰기로 구분된다.
세단뛰기는 세 번의 도약(홉, 스텝, 점프)을 통하여 보다 멀리 뛰는 경기로, 빠른 도움닫기 속도와 다리의 근력이 필요하며, 동작의 연속성과 리듬, 도약 거리의 배분 등이 조화를 이루어야 한다.
- 던지기 경기

던지기 경기에는 포환던지기, 원반던지기, 창던지기, 해머던지기의 4가지 종목이 있으며, 올림픽 대회에서는 남녀 모두 이 네 가지 종목을 실시하고 있다.
모든 던지기 경기는 경기자가 8명 이하일 때에는 각자 6명씩 던지고, 8명을 초과하는 경우에는 3회를 던져 8명을 선발한 다음, 다시 3회를 던져 총 6시기 중 최고의 기록으로 순위를 결정한다.
또한, 던지기 경기는 형태와 중량이 다른 각각의 도구를 던져야 하기 때문에 체격이 크고 순발력이 뛰어난 선수가 유리하다.

#### 마라톤
마라톤은 42.195km를 달려 순위를 겨루는 최장 달리기 도로 경기이다. 기원전 고대 아테네에서 유래되었으며, 1896년 아테네에서 열린 제1회 근대 올림픽부터 육상의 정식 종목으로 채택되었다.
마라톤은 인간 능력의 한계에 도전하는 가장 상징적인 종목으로 인식되고 있으며, 강인한 체력과 인내심을 요구하는 종목이다. 또한, 엄청난 체력 소모 때문에 경기 중 음식물을 공급받을 수 있다.
마라톤 기록은 코스마다 조건이 다르기 때문에 세계 신기록 대신에 세계 최고 기록이라는 말로 통용되고 있다.
최근 마라톤 경기에 참여하는 애호가들이 급격하게 늘어나고 있어, 5km, 10km, 하프마라톤 대회들이 전 세계적으로 개최되고 있다.

### 체조
'체조'라는 용어는 운동의 목적, 형식, 방법 등에 따라 여러 명칭으로 사용되고 있다. 경기 종목화된 체조는 기계체조, 리듬체조, 스포츠 에어로빅스를 예로 들 수 있으며, 이 외에도 맨손체조, 유연체조, 보강체조 등이 있다.

#### 기계 체조
기계 체조 경기는 남자 6종목(마루 운동, 안마, 링, 도마, 평행봉, 철봉), 여자 4종목(마루 운동, 도마, 이단 평행봉, 평균대)으로 구성되어 있으며, 고도의 숙련된 기술의 미적 아름다움과 역동성이 뛰어난 스포츠 경기 중 하나이다.
또한, 강한 근력과 유연성, 순발력, 조정력, 균형성 등이 요구되는 운동으로 특히 자신감과 용기, 인내심을 필요로 하는 종목이다.
- 마루 운동

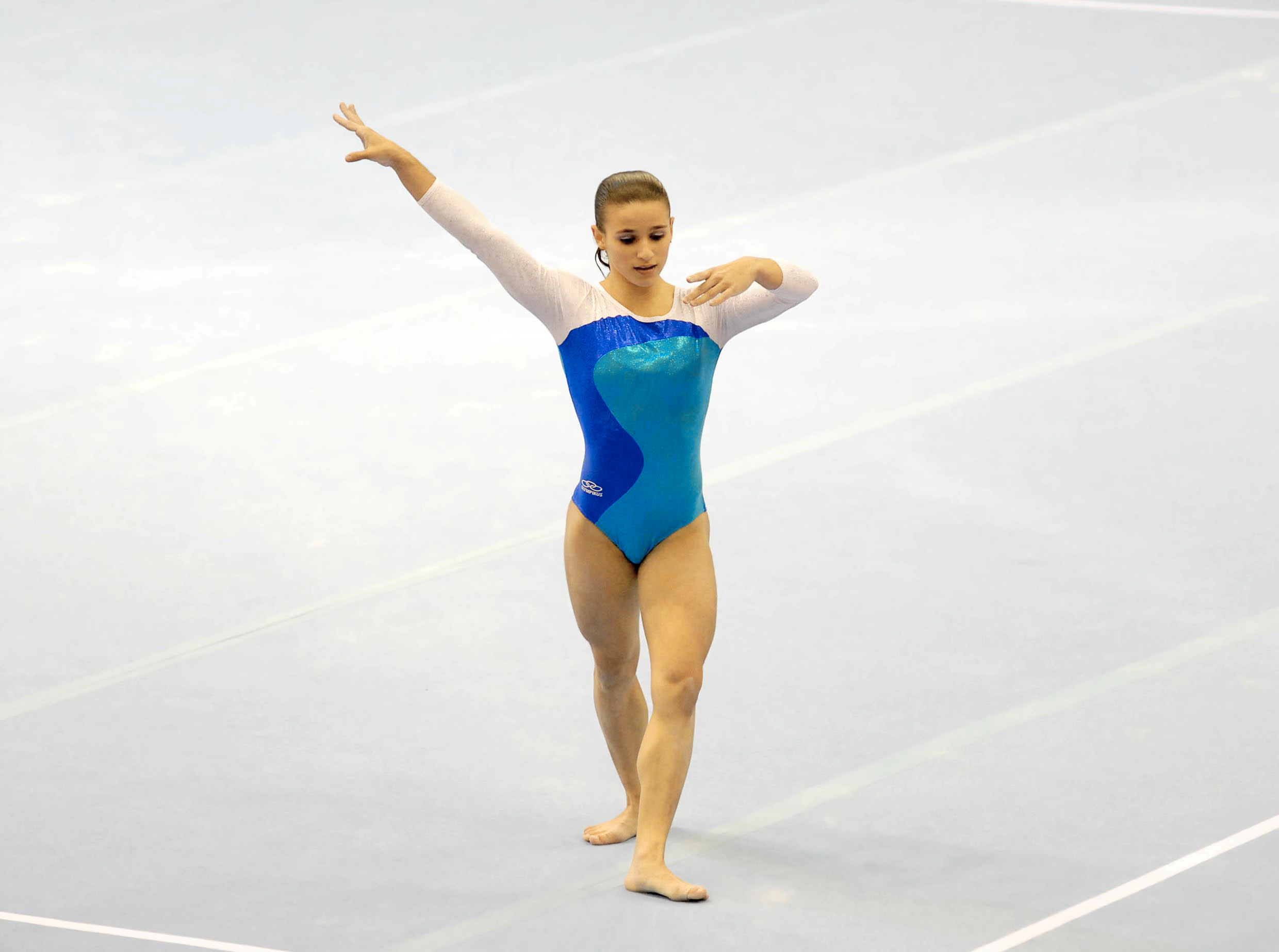
마루 운동 경기

마루 운동은 구획된 사방 12m의 탄성 마루 위에서 공중돌기 동작, 힘과 균형, 유연성, 물구나무서기 그리고 조화로운 리듬 동작을 조합하여 구성한다. 동작들은 선수의 개성과 특징을 잘 살릴 수 있도록 구성되어야 하며, 최대 70초 동안 연기할 수 있다. 여자 선수는 음악에 맞추어 연기하고, 남자 선수는 음악 없이 연기한다.
높은 점수를 얻기 위해서는 가치점이 높은 고난도의 기술을 연속적으로 수차례 시도해야 하며, 감점을 최소화해야 한다. 감점 요소는 몸 자세의 위반, 기술 실행의 실수, 버티기의 폭과 정지 시간 유지, 착지의 균형 등이 있다.
- 안마

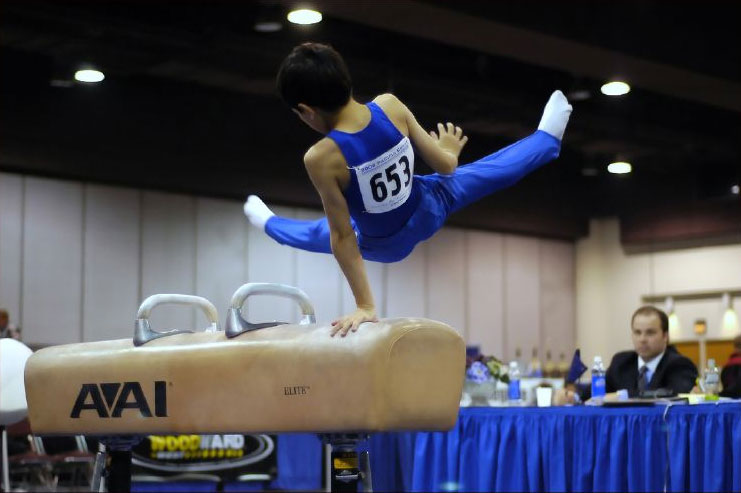
안마경기를 하고 있는 선수

안마 종목은 말(높이 105cm, 길이 160cm, 폭 35cm)위에 고정된 두 개의 손잡이를 주로 이용하여 팔로 버티는 동작을 기본으로 여러 종류의 선회 및 진자 운동 기술들을 실행하는 경기이다. 안마 경기에서는 말의 모든 부분을 사용해야 하며 위치 이동, 방향 전환과 엇걸기, 물구나무서기 등의 기술을 선수의 능력에 따라 구성하게 된다. 모든 동작은 반드시 스윙과 함께 이루어져야 하며, 경기 도중 아주 경미한 정지도 허용되지 않는다.
- 링

링 운동은 높이 550cm로부터 2개의 링줄과, 줄에 연결된 링(지름 18cm)에 매달려 흔들기, 힘을 중심으로 한 버티기 등의 기술로 구성된다. 기본 동작들을 버티기 자세 또는 물구나머서기 자세로 연결되는 매달리기 자세로 실행되며, 연기 중 링이 흔들리거나 꼬여서는 아니된다. 실시 할 때도 양 팔은 반드시 펴야 하며, 힘 버티기에서는 올바른 자세와 각도를 유지해야 한다.
- 도마

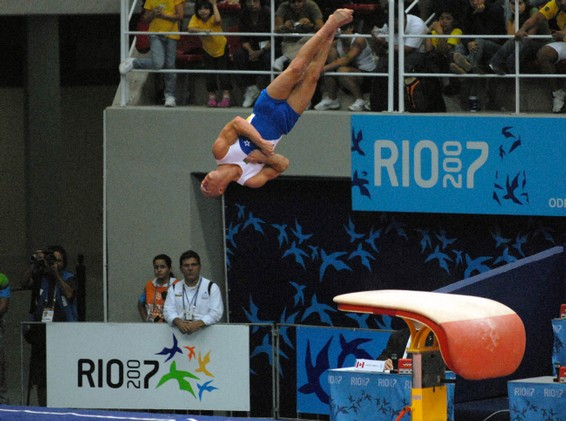
도마 경기

횡측 방향으로 설치된 말(높이 135cm)을 양 손으로 동시에 짚고 뛰어 넘는 경기이다. 도움닫기 거리는 25m 이내로 제한되며, 2번의 상이한 기술을 사용하는 종목별 결승 경기를 제외하고는 한 번의 뜀틀 연기를 실시한다.
각 뜀틀 시기에서는 뛰어서(도움닫기) 두 다리를 모아 발구름으로 몸을 띄워 비행 동작, 착지로 이어진다.
높은 점수를 얻기 위해서는 가치점이 높은 기술을 시도해야 하며, 높은 비행과 비행 거리, 정확한 착지가 중요하다.
- 평행봉

평행한 계란 모양의 두 개의 봉(높이 175cm, 길이 350cm, 직경 5cm)을 사용하여 매달리기, 버티기 자세를 기본으로, 흔들거나 봉 위나 아래에서 양 손을 동시에 놓았다 다시 잡는 등의 기술로 연기한다. 높으 점수를 얻기 위해서는 양 손을 놓았다 잡기에서 외봉잡기, 겹공중돌기, 크게 매달려돌기 등 고난도 기술이 포함되어야 한다.
낮은 비행, 위치 이탈, 물구나무서기에서 여분의 흔들기, 손움직임 등은 감점이 된다.
- 철봉

철봉(높이 225cm, 직경 2.8cm)에 매달려 정지 동작 없이 흔들기를 중심으로 기술을 연기하는 종목이다.
비행 요소의 연속 동작과 다양성 있는 연속적인 기술로 높은 점수를 얻기 위해서는 강력하고 스릴 넘치는 변화가 있어야 하며, 이 때 가치점이 높게 평가된다.
- 이단 평행봉

이단 평행봉(높은 봉 225cm, 낮은 봉 145cm)은 위, 아래에서 흔들기를 중심으로 정지함이 없이 매달리기, 돌기, 버티기, 틀기 등의 기술로 양 봉 사이를 이동하며 연기한다. 어려운 요소들을 직접 연결하면서 크고 정확하게 표현해야 좋은 점수를 얻을 수 있다.
- 평균대

평균대(높이 105cm, 길이 500cm, 폭 10cm) 위에서 70~90초 동안 연기를 하며 평균대 앞, 옆, 뒤를 활용한 비행 요소와 턴, 점프, 걷기, 몸 웨이브, 평균잡기, 서거나 앉기 등의 기술로 구성된다. 숙련된 점프 동작은 좋은 점수를 받을 수 있는 요소가 된다.

#### 리듬체조
줄, 후프, 공, 곤봉, 리본 등의 기구를 이용하여 신체 율동을 표현하는 체조 종목의 하나이다. 예술적 가치가 상대적을 높은 스포츠로 여성 경기만이 올림픽 종목으로 채택되어 있다.
고대 그리스의 짐노스(Gymnos)에서 발생한 체조는 모든 체조 운동의 기원이자 리듬체조의 기원이기도 하다. 유럽에서는 18세기에 들어서면서 이와 같은 짐노스의 체조 운동 체계를 바로 잡고 스포츠로서 개발하기 위한 노력이 이어졌는데, 바제도우(Basedow,J., 1723∼1890)의 범애학교, 잘츠만(Salzmann,C., 1744∼1811)의 슈렙텐달(Schreptenthal) 교육연구소에서 실시한 자연체조 등을 그 예로 들 수 있다.

#### 에어로빅 체조(aerobic gymnastics)
에어로빅체조는 전통적인 에어로빅스운동에서 유래된 것으로서 높은 강도의 복합적 동작들을 음악에 맞춰서 지속적으로 실시할 수 있는 능력을 뜻 한다. 루틴을 연기 할 때에는 지속적인 동작 , 유연성, 근력을 보여 주어야 하며, 7가지 에어로빅스 기본 스탭을 사용하고 난도를 완벽하게 실시하여야 한다(Federation Internationale de Gymnastique:FIG, Aerobic Gymnastics Code of Points 2013-2016, 문미희, 2013).
경기종목은 개인전(IM, IW), 혼성2인조(MP), 3인조(TR), 5인조(GR) 부분이며 모든 경기는 1분 25초(±5초)를 기준으로 연기를 실시하며 국제 체조 연맹(Federation International de Gymnasticque: F.I.G)의 규정에 의해 경기를 실시한다. 심판구성은 주심 1명, 난이도 심판 2명, 예술심판 4명, 실시심판 4명, 라인심판 2명, 타임심판 1명 등 총 14명으로 있다(Aerobic Gymnastics Code of Points 2013-2016, 문미희, 2013).

#### 맨손 체조
정의신체 이외의 다른 기구를 사용하지 않고 실시하도록 고안된 체조.
내용보통체조·자유체조·도수체조(徒手體操) 등으로 불리기도 한다. 성별·연령·시간·장소·인원수 등에 관계없이 실시할 수 있으며 경우에 따라서 운동량을 적절히 조절할 수 있도록 되어 있다.
전신운동이므로 신체의 기능적·형태적 발달을 도모하고, 근육의 탄력성과 관절의 가동성을 높여 스포츠의 기술향상과 안전을 도모하게 한다. 또한 모든 운동의 준비·정리·보강운동에 적합하며, 작업의 능률향상을 위한 피로회복운동으로도 적합하다.

### 구기
스포츠의 한 분야로 볼을 사용하는 종목의 총칭.
네트(net)형, 베이스볼(baseball)형, 골(goal)형의 3가지로 구별된다. 네트형은 네트를 사이에 두고 하는 경기로서 배구·테니스·탁구·배드민턴 등이 포함된다.
또 베이스볼형은 야구·크리켓·소프트볼이 해당되며, 골형은 공을 때리거나 차거나 함으로써 상대방의 골에 넣는 것으로 축구·농구·럭비·하키·미식축구 등이 포함된다.

### 기타

#### 승마
말을 타면서 배우는 것.
걸음 종류:평보(걷는것),경속보(일어났다 앉았다 하는 조깅),좌속보(앉아 있는 조깅),구보(빠르게 뛰는 것)
재활승마도 있다.

## 관련 주요 행사
- 올림픽
- 하계 올림픽
- 동계 올림픽
- 패럴림픽
- 하계 패럴림픽
- 동계 패럴림픽
- 청소년 올림픽
- 스페셜 올림픽
- 데플림픽
- 아시안 게임
- 동계 아시안 게임
- 실내 무도 아시안 게임
- 장애인 아시안 게임
- 팬아메리칸 게임
- 아프리칸 게임
- 퍼시픽 게임
- 유러피언 게임
- 유니버시아드
- 세계 육상 선수권 대회
- FIFA 컨페더레이션스컵
- AFC 아시안컵(아시안컵)
- UEFA 유럽 축구 선수권 대회(유로컵)
- 아프리카 네이션스컵
- 골드컵
- OFC 네이션스컵
- 월드 베이스볼 클래식
- 프리미어 12
- FIFA 월드컵
- 발틱컵
- 스즈키컵
- 캐리비안컵
- 걸프컵
- 서아시아 축구 선수권 대회
- 남아시아 축구 선수권 대회
- 동아시아컵
- 월드 게임
- 코먼웰스 게임
- 프랑코포니 경기 대회
- 루소포니아 경기 대회
- 전국체육대회

## 같이 보기
- 유스 시스템
- 팜팀
- 드래프트 (스포츠)
- 리저브팀
- 스포츠 에이전트
  - 스캇 보라스
- 프로 스포츠
- 아마추어 스포츠
- 취미
- 도핑
- 체육
- 체육학
- 스포츠 마케팅
- 스포테인먼트
- 스포츠 시설 목록
- 스포츠인 목록

## 참고 도서
- 체육 개론(구 스포츠 개론) : 한국체육대학교 체육과학연구소(교육과학기술부), 2011, 교학사
- 스포츠 과학(구 스포츠 경기 과학) : 서울대학교 스포츠과학연구소(교육과학기술부), 2011, 교학사
- 육상(구 육상운동) : 서울대학교 스포츠과학연구소(교육과학기술부), 2011, 교학사
- 체조(구 체조 운동) : 한국교원대학교 체육과학연구소(교육과학기술부), 2011, 교학사
- 수영 : 서울대학교 스포츠과학연구소(교육과학기술부), 2011, 교학사
- 체육과 진로 탐구 : 한국교원대학교 체육교육연구소(교육인적자원부), 2006, 교학사